# 伊麗莎白敦 (新墨西哥州)
伊麗莎白敦（英語：Elizabethtown）是位於美國新墨西哥州科爾法克斯縣的鬼鎮。

## 歷史
伊麗莎白敦的郵局於1868年設立，其後於1931年停運。

## 地理
伊麗莎白敦所處的海拔為高於海平面2586米（即8485英呎），而該地所採用的時區為UTC-7，即北美山地时区（MST）。同時該地設有夏令時間，為UTC-7調快一小時，即UTC-6（MDT）。